# HD 15471
HD 15471，又名CD-31 990，SAO 193727、HR 727，是一颗恒星，视星等为6.11，位于銀經229.36，銀緯-68.46，其B1900.0坐标为赤經2h 24m 16.8s，赤緯-31° -68.46′ 56″。